# Zielęcice (Łódź)
Pour les articles homonymes, voir Zielęcice.
Zielęcice (prononciation [ʑɛlɛnˈt͡ɕit͡sɛ]) est un village de la gmina de Łask, du powiat de Łask, dans la voïvodie de Łódź, situé dans le centre de la Pologne.
Il se situe à environ 4 kilomètres à l'ouest de Łask (siège de la gmina et du powiat) et 36 kilomètres au sud-ouest de Łódź (capitale de la voïvodie).

## Administration
De 1975 à 1998, le village était attaché administrativement à l'ancienne voïvodie de Sieradz.

Depuis 1999, il fait partie de la nouvelle voïvodie de Łódź.